# TV Koblenz-Metternich
Der Turnverein Koblenz-Metternich 1886 e. V. ist ein deutscher Sportverein mit Sitz in Koblenz-Metternich in Rheinland-Pfalz.

## Geschichte Volleyball
Der ersten Frauen-Mannschaft gelang zur Saison 1992/93 der Aufstieg in die 2. Bundesliga Süd. Nach dem Ende der Spielzeit erreichte die Mannschaft mit 10:26 Punkten den achten Platz und konnte die Klasse halten. In der darauffolgenden Saison wurde man mit 38:6 Punkten Vizemeister. 1995 wurden die Frauen Meister der 2. Bundesliga Süd, zogen sich allerdings nach der Saison komplett zurück.